# Turgencia cutánea
La Turgencia cutánea es una anomalía en la capacidad de la piel para cambiar de forma y retornar a la normalidad (elasticidad). El término turgencia cutánea denomina el grado de resistencia de la piel a la deformación y está determinado por varios factores, como la cantidad de líquidos corporales (hidratación) y la edad.
- Datos: Q6153899